# Dīmītrīs Misos
Dīmītrīs Misos (in greco: Δημήτρης Μισός; 23 settembre 1958) è un ex calciatore cipriota, di ruolo difensore.

## Carriera
Ha giocato 8 partite per la nazionale cipriota tra il 1986 e il 1987.